# Kazuo Umezu
Kazuo Umezu (楳図 かずお Umezu Kazuo?), född 3 september 1936 i Kōya, Wakayama prefektur, död 28 oktober 2024, var  en japansk serieskapare. Han är känd för att ha skapat flera skräckmangaserier som Nekome kozō och Hyōryū kyōshitsu. Det finns två filmadaptioner och serierna har översatts till engelska.